# Сан-Карлус (футбольний клуб)
Футбольний клуб «Сан-Карлус» (порт. São Carlos Futebol Clube) — бразильський футбольний клуб, який базується в місті Сан-Карлус, штат Сан-Паулу. Заснований у 2004 році.